# Лилли, Джен
Джен Лилли (англ. Jen Lilley; род. 4 августа 1984, Роанок, Виргиния) — американская актриса, наиболее известная благодаря своим ролям в дневных мыльных операх.

## Карьера
Она играла Макси Джонс в мыльной опере ABC «Главный госпиталь» в 2011—2012 годах, где заменила Кирстен Стормс, а в 2013 году присоединилась к мылу NBC «Дни нашей жизни».
Вне мыльных опер, Лилли была гостем в прайм-тайм сериалах «Два с половиной человека», «Мыслить как преступник», «Касл» и «Правила совместной жизни», а осенью 2013 года получила второстепенную роль в ситкоме CBS «Сумасшедшие».

## Личная жизнь
С 26 мая 2007 года Лилли замужем за Джейсоном Уэйном. У супругов четверо детей: два приёмных сына, Кейден Уэйн (род. 2016) и Джеффри Уэйн (род. в апреле 2018), и одна биологическая дочь — Джули Эванджелин Уэйн (род. 30 июля 2019) и Жаклин Грейс Уэйн (род. 12 мая 2022). В 2018 году она перенесла выкидыш на 12-й недели беременности.

## Фильмография
| Год                | Название на русском      | Название на английском             | Роль              | Примечания                                             |
| ------------------ | ------------------------ | ---------------------------------- | ----------------- | ------------------------------------------------------ |
| 2007               | Ханна Монтана            | Hannah Montana                     | модель купальника | Эпизод «That’s What Friends Are For?»                  |
| 2008               | Два с половиной человека | Two and a Half Men                 | Подружка невесты  | Эпизод: «Rough Night in Hump Junction»                 |
| 2008               |                          | Ingles Ya!                         | Мэнди             | 19 эпизодов, веб-сериал                                |
| 2009               | Мыслить как преступник   | Criminal Minds                     | Меган             | Эпизод: «The Eyes Have It»                             |
| 2010               | Касл                     | Castle                             | Джулия Фостер     | Эпизод: «Punked»                                       |
| 2011               | Правила совместной жизни | Rules of Engagement                | Бариста           | Эпизод: «The Power Couple»                             |
| 2011               | АйКарли                  | iCarly                             | Мони              | Эпизод: «iParty with Victorious»                       |
| 2011-2012          | Главный госпиталь        | General Hospital                   | Макси Джонс       | Регулярная роль, с 28 сентября 2011 по 20 августа 2012 |
| 2013               |                          | Dating in LA and Other Urban Myths | Хлоя              | 8 эпизодов, веб-сериал                                 |
| 2013 — наст. время | Дни нашей жизни          | Days of Our Lives                  | Тереза Донован    | Регулярная роль, с 3 июля 2013                         |
| 2013               | Сумасшедшие              | The Crazy Ones                     | Клер              | 4 эпизода                                              |
| 2013               | Книга Есфирь             | The Book of Esther                 | Есфирь            | -                                                      |